# ريوسوكي تاني
ريوسوكي تاني (باليابانية: 刀根 亮輔) (مواليد 29 أكتوبر 1991)، هو لاعب كرة قدم ياباني سابق كان يلعب كمدافع.

## وصلات خارجية
- ريوسوكي تاني على موقع رابطة كرة القدم اليابانية للمحترفين (اليابانية)
- ريوسوكي تاني على موقع قاعدة بيانات كرة القدم.إي يو (الإنجليزية)
- ريوسوكي تاني على موقع Soccerway.com (الإنجليزية)
- ريوسوكي تاني على موقع عالم كرة القدم.نت (الإنجليزية)